# Beania gigantavicularis
Beania gigantavicularis är en mossdjursart som beskrevs av Gordon 1984. Beania gigantavicularis ingår i släktet Beania och familjen Beaniidae. Inga underarter finns listade i Catalogue of Life.